# Apache County
Apache County is een county in de Amerikaanse staat Arizona.
De county heeft een landoppervlakte van 29.021 km² en telt 71.518 inwoners (volkstelling 2010).